# Polskie Towarzystwo Psychiatryczne
Polskie Towarzystwo Psychiatryczne – ogólnopolska organizacja lekarzy psychiatrów, założona w 1920 roku.

## Historia
PTP zostało utworzone podczas I Zjazdu Psychiatrów Polskich w Warszawie na wniosek Rafała Radziwiłłowicza, organizatora zjazdu. Nowo powstała organizacja zrzeszała polskich lekarzy psychiatrów i stawiała sobie za cel ustalenie zasad prawodawstwa psychiatrycznego, organizację opieki psychiatrycznej w odrodzonej Rzeczypospolitej, reprezentację polskiej psychiatrii na forum międzynarodowym. Po I Zjeździe odbywały się co roku kolejne, podczas których miały miejsce walne zgromadzenia PTP. Organem Towarzystwa został „Rocznik Psychiatryczny” (w 1923 roku), a w późniejszych czasach anglojęzyczny kwartalnik Archives of Psychiatry and Psychotherapy (1999), „Psychiatria i Psychoterapia” (2005) i „Psychoterapia” oraz „Psychiatria Polska”.
Pierwszy zjazd PTP po II wojnie światowej miał miejsce w szpitalu psychiatrycznym w Tworkach i był poświęcony zbrodniom hitlerowskim na chorych psychicznie w Polsce. W 1954 zdecydowano o połączeniu PTP z Polskim Towarzystwem Neurologicznym; wkrótce postanowiono jednak o rozdzieleniu Polskiego Towarzystwa Neurologów, Neurochirurgów i Psychiatrów do pierwotnych organizacji. PTP reaktywowano w 1957 w Gdańsku.
Zjazdy PTP odbywają się co 3 lata. 

## Przewodniczący i prezesi
- Witold Chodźko (1920–1923)
- Jan Mazurkiewicz (1923–1947)
- Józef Handelsman (1947–1953)
- Eugeniusz Wilczkowski (1954–1956)
- Zdzisław Jaroszewski (1957–1963)
- Andrzej Jus (1963–1969)
- Stanisław Dąbrowski (1969–1973)
- Leonard Wdowiak (1973–1976)
- Adam Szymusik (1976–1983)
- Andrzej Piotrowski (1983–1989)
- Jacek Bomba (1989–1995)
- Adam Bilikiewicz (1995–1998)
- Janusz Rybakowski (1998–2001)
- Jacek Bomba (2001–2004)
- Jacek Wciórka (2004–2007)
- Aleksander Araszkiewicz (2007–2010)
- Janusz Heitzman (2010–2013)
- Andrzej Rajewski (2013–2016)
- Bartosz Łoza (2016, zrzekł się funkcji)
- Agata Szulc (2016–2019)
- Jerzy Samochowiec (2019–2022)
- Dominika Dudek (2022–2025)